# Османски военни реформи
Османските военни реформи започват непосредствено след края на руско-турската война (1768 – 1774) с договора от Кючук Кайнарджа.

## Предпоставки
Османското поражение в руско-турската война (1768 – 1774) е най-тежкото в историята на империята. Като следствие, османските интереси в Черно море, на Балканите, и най-вече в дунавските княжества - са сериозно застрашени или направо поставени под съмнение.
Османският управленски елит, групиран около три центъра на власт - султанският дворец Топкапъ; улемата (духовната власт) и Дивана, започва анализ на предпоставките и причините за военното и най-вече политическо поражение във войната.
Надделява мнението, че войната е загубена по военни, а не по политически причини. За основен виновник за поражението е нарочена старата армия, най-вече заради нейното състояние и морално разложение. И в частност еничарския корпус. Това политическо заключение е наложено, не без съдействието на френската дипломация при Високата порта, която по силата на стария френско-османски алианс, винаги се е ползвала с особен статут пред османския султан и халиф на правоверните. Политическият стремеж към окончателно осъществяване на радикална военна реформа, т.е. ликвидиране на еничарския корпус, не прекъсва дори края на вековното френско-османско сътрудничество, сложен от Наполеон Бонапарт с неговия египетски поход. 

## Причини
Причините за военните реформи са изцяло политически - недоверие и страх в султана от еничарите, които с оглед новата конфигурация на силите в Европа след дипломатическата революция, стават своеволни и неконтролируеми.
Редица военни експерти и изследователи са на мнение, че османската армия и въобще империя, съвсем не е слаба в средата на XVIII век и след седемгодишната война, в която османците не участват. Нещо повече, през 1761 г. в Кралство Прусия, на Фридрих Велики, е изпратена специална военна мисия, а от 1763 г. между Прусия и Османската империя са установени дипломатически отношения.
Освен това Белградският мирен договор е гарантирал до войната изцяло османските интереси, но султан Мустафа III, подтикван от французите и военната партия на военните поръчки, с част от улемата - налага фетва за джихад - срещу Русия на Екатерина Велика. През 60-те години на XVIII век са реализирани редица промени в империята, част от които са закриването на вековни православни институции - Печка патриаршия и Охридска архиепископия. Тази османска политика, определено не среща разбиране сред раята, която започва постепенно, но твърдо и постоянно, да симпатизира на православната Руска империя, в която вижда нов закрилник на интересите си. Последното става явно, по силата на клаузи от мирния договор от Кайнарджа, по силата на които на Русия е признато качеството на покровител/закрилник на православните християни в дунавските княжества, където е установен нов режим на управление, в който думата вече има и Русия. 

## Първи опит
Султан Абдул Хамид I, с неговите военни съветници, преценява че пушките на османската пехота са с дълги цеви, тежки са, и се зареждат бавно. Липсват им щикове. Освен това артилерийските оръдия в османската армия били тежки и нямали лафети, които технически недостатъци били в основата на османските военни поражения. В сраженията османската пехота и кавалерия често се струпвали в безсмислена дъга и т.н.
С цел европеизиране, било наложително незабавна военна реорганизация, независимо от неефективността на нововъведенията на Франсоа дьо Тот. През 1777 г. е издаден султански ферман - „Низамнаме за зиамите и тимариотите“, по силата на който в срок от 20 дни спахиите са длъжни да се заселят в своите ленове, в противен случай им се отнемат. Наследяването на леновете е под условие, че наследникът поема дълговете на наследодателя. Великите везири Иззет Мехмед паша, Йеген Хаджи Мехмед паша и Халил Хамид паша в периода 1781/85 г. правят преобразуванията. Османският флот е също укрепен, но резултатът е поредна загуба в поредната руско-турска война (1787 – 1792). Халил Хамид паша е нарочен за изкупителна жертва, като е екзекутиран, заради забавената и провалена османска военна реформа. 

## Реформи на Селим III
Военните реформи на Селим III са пълен провал. С цел добър прием, султанът се спира на неутралното име „Низам-и Джедид“, което датира от времето на Фазъл Мустафа паша. Буквално значи – нов порядък или нова система. Султанът възлага на близо 200 видни османски сановници да представят свои проекти за реформи – независимо един от друг. Проектите са представени през август 1791 г., като султанът отсява 22 от тях, станали известни като ляхие. 13 проекта ляхие са на имперската администрация, 5 са на улемите и едва 4 са на военните. Въпреки този подбор, най-голямата консервативна група ляхие, представя проекти основаващи се на база на традиционната османска система, изразяващи се във възстановяване и оздравяване. Привържениците на втората умерена теза, застъпват военни реформи по френски образец. Третата и най-малка революционна група военни реформатори, настоява за изцяло нова османска войска по европейски образец. За целта султан Селим III изпраща Ебубекир Ратъб ефенди на специална мисия във Виена. След завръщането си емисарят представя доклад от 500 страници, станали известен като сефаретнаме. Изводите от този доклад са, че Османската империя се нуждае от основни реформи във всички сфери на обществените отношения, за да можела да се съхрани и просперира.
Султан Селим III съставя през 1792 г. таен военен съвет и възприема революционните реформаторски тези за нова османска армия. Съставът му е от 10 души, а начело му е Ибрахим Исмет ефенди, доказал се реформатор, който съставил програма за изпълнение от 72 параграфа. На 10 юли 1792 г. султанът издава „Нов закон за тимарите и зиаметите“. През 1793 г. започва тайно да се създават нови армейски формирования – Корпус на стрелците бостанджъ, ведно с три центъра за обучение на тази нова войска. И трите центъра са базирани в Анадола, от съображения за сигурност – Анкара, Кайзери и Кония. По плана се предвиждало новата войска да достигне численост от 12 хил. Обновява се и османския флот.
Военните реформи срещат сериозни финансови затруднения. 

## Реакция
През XIX век - 1807 и 1826 г., избухват два бунта на Еничарския корпус на Османската империя.
След неуспешното начало на третата поредно загубена Руско-турската война (1806 – 1812), през 1807 г. в Константинопол избухва бунт на ямаците, който сваля султан Селим III, и на трона се възкачва неговия племенник - Мустафа IV.
Тази смяна на султана, под натиска на Еничарския корпус, води до временно прекратяване на реформите, които Селим III извършва в империята, и е показателна за твърде голямото влияние на еничарите в Османската империя.
Няколко месеца по-късно Мустафа IV е убит от брат си Махмуд II, който остава единствен наследник на династията и става султан на Османската империя.

### Ликвидиране на еничарския корпус
Новият султан Махмуд II води политика на модернизиране на империята, в т.ч. и на армията ѝ. Той преценява, че Еничарския корпус е остаряла за времето си военна организация, с твърде голямо влияние върху политическия живот и неконтролирана власт. Ето защо, султанът свиква разширен съвет, и на 29 май 1826 г. издава указ за ликвидиране на Еничарския корпус и създаване на редовна и модерна османска армия, съставена само от мюсюлмани.
На 15 юни с.г. на цариградския площад Ат мегдан се събират около 20 000 еничари и вдигат бунт с настояване решението на султана да бъде отменено. Великият везир на империята призовава еничарите да се приберат в казармите. След като те отказват да се подчинят, срещу тях са изпратени верни на султана войски, които блокират площада и избиват всички еничари. 

## Последствия
Русия си извоюва правото на закрилник на православните християни в Османската империя, което значи и активна намеса във вътрешната политика на Високата порта. Руската политика спрямо османците бележи половин век по-късно своя апогей с Одринския мирен договор, и най-вече с последвалия го Ункярискелесийски договор. 